# Werner-Sylten-Kapelle

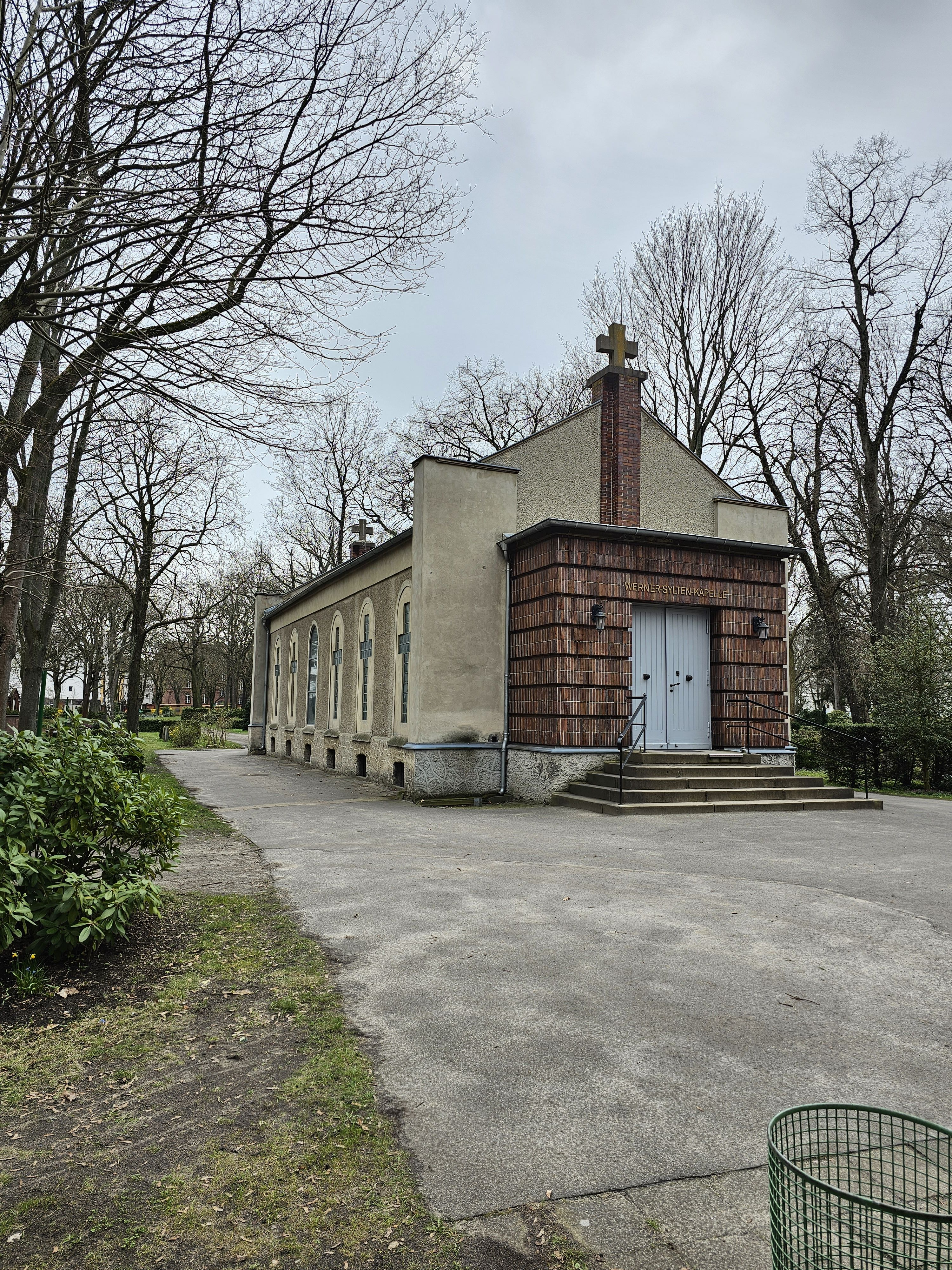
Kapelle auf dem Friedhof Berlin-Köpenick

Die  Werner-Sylten-Kapelle  steht auf dem Laurentius-Kirchhof, dem Friedhof der Evangelischen Stadtkirchengemeinde Köpenick, in der Rudower Straße 23 im Berliner Ortsteil Köpenick. Sie ist eine Filialkirche der Stadtkirche Köpenick und steht unter Denkmalschutz.

## Beschreibung
Die Friedhofskapelle wurde im Laufe des Jahres 1880 nach einem Entwurf von F. Nischau und E. Schindler gebaut und 1926 modernisiert. Sie hat 75 Sitzplätze und eine moderne Orgel. Eine mobile Rampe ermöglicht Rollstuhlfahrern einen barrierefreien Zugang.
Die Saalkirche ist mit einem Satteldach bedeckt. Das Kirchenschiff hat ein Tonnengewölbe. Im Baustil klingt bereits der Expressionismus an. Sie wurde 2009 nach Werner Sylten benannt.